# Anastasia Hille
Anastasia Hille, née le 28 novembre 1965 à Londres, est une actrice britannique active à la télévision, au théâtre et au cinéma.

## Biographie
Hille étudie à l'université Drama Centre (Londres). Elle est nommée pour le Prix Ian Charleson Awards en 1994.

## Théâtre
- Dido, Queen of Carthage[1]
- Macbeth, avec Cheek by Jowl[2]

## Filmographie

### Cinéma
- 1998 : La Sagesse des crocodiles : Karen
- 2001 : The Hole : Gillian
- 2001 : Un été pour tout vivre : Shelley
- 2006 : Abandonnée : Marie Jones
- 2009 : Par-delà le bien et le mal : Helen
- 2011 : La Maison des ombres : Katherine Vandermeer
- 2012 : Blanche-Neige et le Chasseur : la mère de Ravenna
- 2014 : The Riot Club de Lone Scherfig : la mère d'Alistair

### Télévision
- 1992 : Red Dwarf (série télévisée, épisode Back to Reality) : New Kochanski
- 1993 : Jeeves and Wooster (série télévisée, 4 épisodes) : Rosie M. Banks
- 2001 : The Cazalets (série télévisée, 6 épisodes) : Sybille Cazalet
- 2004 : Affaires non classées (Silent Witness) (série télévisée, 2 épisodes) : Kate Slattery
- 2004 : Hawking (téléfilm) : Infirmière Susan McClean
- 2009 : Inspecteur Lewis (série télévisée, épisode Allegory of Love) : Ginny Harris
- 2010 : Hercule Poirot (série télévisée, épisode Drame en trois actes) : Cynthia Dacres
- 2010 : Foyle's War (série télévisée, épisode The Hide) : Jane Devereaux
- 2012 : The Fear (série télévisée) : Jo Beckett
- 2018 : Wanderlust (série télévisée)
- 2024 : A Gentleman in Moscow (mini-série télévisée) : Olga

## Distinctions

### Nominations
- British Academy Television Awards 2013 : meilleure actrice dans un second rôle pour The Fear